# Лузерн (Пенсилванија)
Лузерн (енгл. Luzerne) град је у америчкој савезној држави Пенсилванија.

## Демографија
По попису из 2010. године број становника је 2.845, што је 107 (-3,6%) становника мање него 2000. године.
| Група             | 2000.         | 2010.         |
| Белци             | 2.913 (98,7%) | 2.741 (96,3%) |
| Афроамериканци    | 10 (0,3%)     | 17 (0,6%)     |
| Азијати           | 2 (0,1%)      | 7 (0,2%)      |
| Хиспаноамериканци | 13 (0,4%)     | 59 (2,1%)     |
| Укупно            | 2.952         | 2.845         |